# Theresia Kiesl
Theresia Kiesl (Sarleinsbach, Austria, 26 de octubre de 1963) es una atleta austriaca retirada, especializada en la prueba de 1500 m en la que llegó a ser medallista de bronce olímpica en 1996.

## Carrera deportiva
En los JJ. OO. de Atlanta 1996 ganó la medalla de bronce en los 1500 metros, con un tiempo de 4:03.02 segundos que fue récord nacional de Austria, llegando a la meta tras la rusa Svetlana Masterkova y la rumana Gabriela Szabo.